# Zhou Yu (Radsportler)
Zhou Yu (chinesisch 周瑜; * 5. Januar 1999) ist ein chinesischer Bahnradsportler, der auf Kurzzeitdisziplinen spezialisiert ist.

## Sportlicher Werdegang
Zhou stammt aus Shanghai. 2017 nahm er mit 18 Jahren erstmals an den chinesischen Meisterschaften teil und wurde Zweiter im Teamsprint zusammen mit Zhang Lei und Zhang Miao. Im Jahr darauf wurde er für die Asienspiele 2018 in die Nationalmannschaft berufen und gewann mit der Teamsprint-Mannschaft die Goldmedaille. Bei den zwei Asienmeisterschaften 2019 (im Januar für 2019, im Oktober für 2020) war er mit wechselnden Partnern mit von der Partie, als China jeweils hinter Japan die Silbermedaille holte. Zudem gewann er mit dem Sprint bei den chinesischen Meisterschaften seinen ersten wichtigen Einzeltitel. Anschließend unterbrach die Corona-Pandemie seine weitere Karriere.
Von 2022 bis 2024 war Zhou im Teamsprint an vier Podiumsplatzierungen der chinesischen Mannschaft im Nations Cup beteiligt, darunter beim Sieg in Cali 2022. Bei den Bahnradsport-Weltmeisterschaften 2022 und 2023 erreichte das Team mit Zhou jeweils den siebten Platz. Das Team stellte mit diesen Ergebnissen die Qualifikation für die Olympischen Spiele 2024 sicher und verbesserte dabei mehrfach den chinesischen Rekord.
Auch in Einzeldisziplinen konnte sich Zhou weiter auszeichnen, so wurde er 2023 zum zweiten Mal Landesmeister im Sprint. Bei den Asienspielen holte er drei Medaillen, eine goldene im Keirin und zwei silberne im Sprint und Teamsprint.

## Erfolge
2018
- Asienspiele – Teamsprint (mit Li Jianxin und Xu Chao)

2019
 Chinesischer Meister – Sprint
 Asienmeisterschaften 2019 – Teamsprint (mit Guo Shuai und Xu Chao)
 Asienmeisterschaften 2020 – Teamsprint (mit Luo Yongjia und Zhang Miao)
2022
 Nations Cup in Cali – Teamsprint (mit Lu Jiachen und Xue Chenxi)
2023
 Asienspiele – Keirin
 Chinesischer Meister – Sprint
 Asienmeisterschaften – Teamsprint (mit Guo Shuai und Xue Chenxi)
 Asienspiele – Sprint, Teamsprint (mit Guo Shuai, Xue Chenxi und Liu Qi)